# Lithiumamalgam
Lithiumamalgam ist eine intermetallische chemische Verbindung des Lithiums aus der Gruppe der Amalgame. Neben LiHg sind auch noch weitere Verbindungen des Lithiums aus dieser Gruppe bekannt, darunter LiHg5, LiHg3 und Li3Hg. Von diesen ist LiHg die stabilste Verbindung.

## Gewinnung und Darstellung
Lithiumamalgam kann auch durch Elektrolyse von Lithiumhydroxid- oder Lithiumchlorid-Lösungen  mit einer Quecksilber-Kathode hergestellt werden, wobei eine Isotopenseparation mit einem Faktor von 1,056 auftritt.
Lithiumamalgame können durch Reaktion von Lithium mit Quecksilber bei Temperaturen über 200 bis 300 °C gewonnen werden.

## Eigenschaften
Lithiumamalgam ist ein Feststoff mit einer kubische Kristallstruktur vom Caesiumchlorid-Typ mit der Raumgruppe Pm3m (Raumgruppen-Nr. 221).

## Verwendung
Es wurde wegen seiner potenziellen Verwendung als Lasermedium umfassend mit Molekularstrahlstreuungsexperimenten, ab-initio-Berechnungen und lasergestützter Spektroskopie untersucht.
Lithiumamalgame eignen sich zur Durchführung intramolekularer und intermolekularer Kupplungsreaktionen vom Wurtz-Typ. Sie können auch bei der Synthese von Cycloalkanen wie Bicyclo[1.1.1]pentan eingesetzt und Octamethyltricyclo[4.2.0.02,5]octa-3,7-dien verwendet werden. In der Literatur sind weitere Beispiele für seine erfolgreiche Verwendung in der organischen Synthese beschrieben.

## Externe Links zu erwähnten Verbindungen
1. ↑  Externe Identifikatoren von bzw. Datenbank-Links zu Octamethyltricyclo[4.2.0.02,5]octa-3,7-dien:  CAS-Nr.: 1448-74-4, PubChem: 288171, ChemSpider: 254146, Wikidata: Q82046658.